# Cambeba (Fortaleza)
Cambeba é um bairro nobre da zona sul de Fortaleza, Ceará. Pertence a Secretaria Executiva Regional VI.

## História
O bairro surgiu na década de 1980 juntamente com o Centro Administrativo Governador Virgílio Távora,mais conhecido como Centro Administrativo do Cambeba.
O Centro Administrativo abriga sete secretarias,entre elas a Secretaria das Cidades,Secretaria da Educação,Secretaria do Turismo,o Instituto de Pesquisa e Estratégia Econômica do Ceará (IPECE), a Controladoria e Ouvidoria Geral do Estado – CGE, além das sedes do Tribunal de Justiça e do Tribunal de Contas dos Municípios (TCM).

## Infraestrutura
O bairro foi feito contendo apenas a Prefeitura de Fortaleza e o Governo do Estado do Ceará. Com seu crescimento, passou a dispor de condomínios, buffet, campos de futebol, shoppings, supermercados, restaurantes, escolas, farmácias e postos de combustível. O bairro Cambeba é vizinho aos bairros Parque Iracema, Cidade dos Funcionários, Parque Manibura, José de Alencar, Seis Bocas e Messejana.

## Localização
- O Cambeba limita-se[3]:
  - Ao norte: Av. Oliveira Paiva
  - Ao sul: Rua Pedro de Alcântara e Silva e Rua Homem de Melo
  - A leste: Av. Washington Soares
  - A oeste: Rua Dr. José Furtado, Av. Viena Weyne, Rua Dep. Joaquim de Figueiredo Correia,
Rua Dr. Walter Porto, Av. Pedro Lazar, Av. Ministro José Américo e Rua Fausto Aguiar.

## Demografia
Segundo o Censo 2010, o bairro Cambeba possui 7625 habitantes..

## Galeria

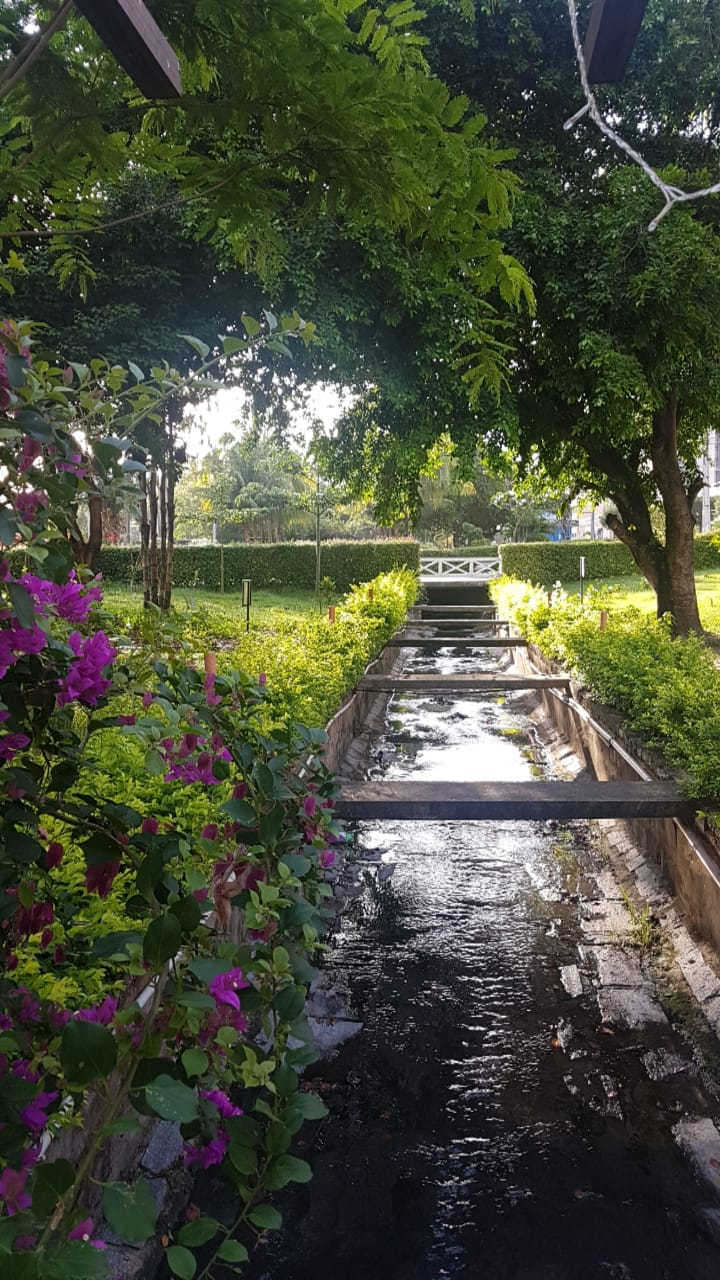
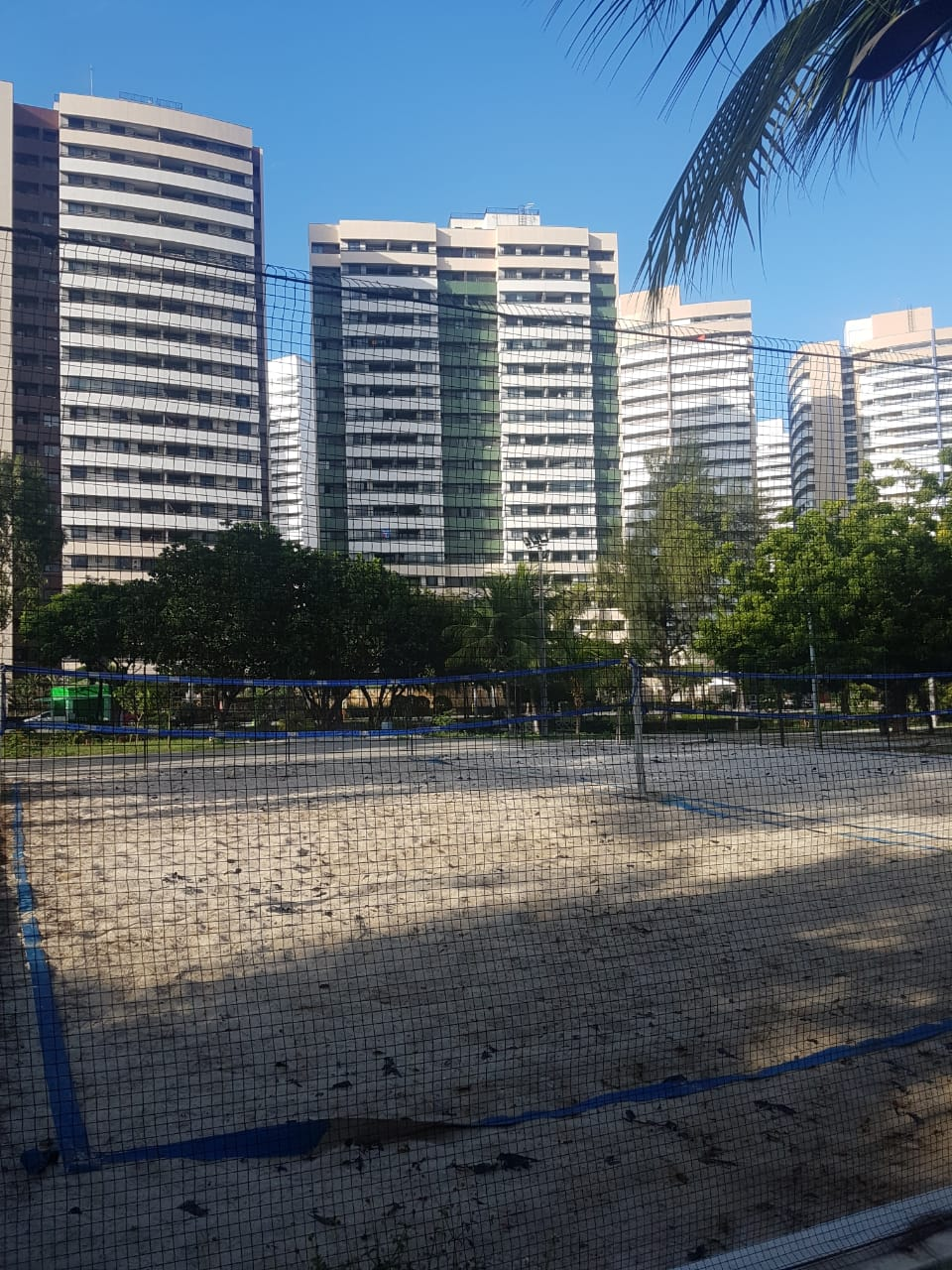
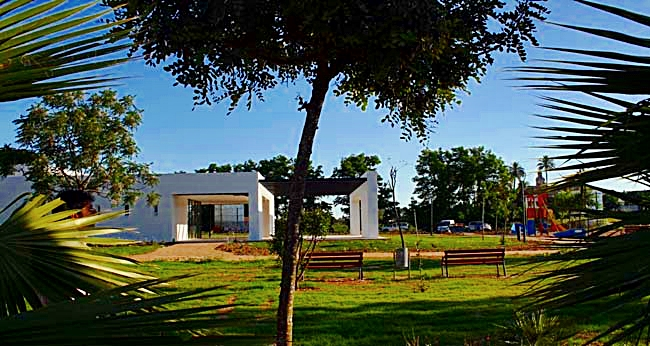
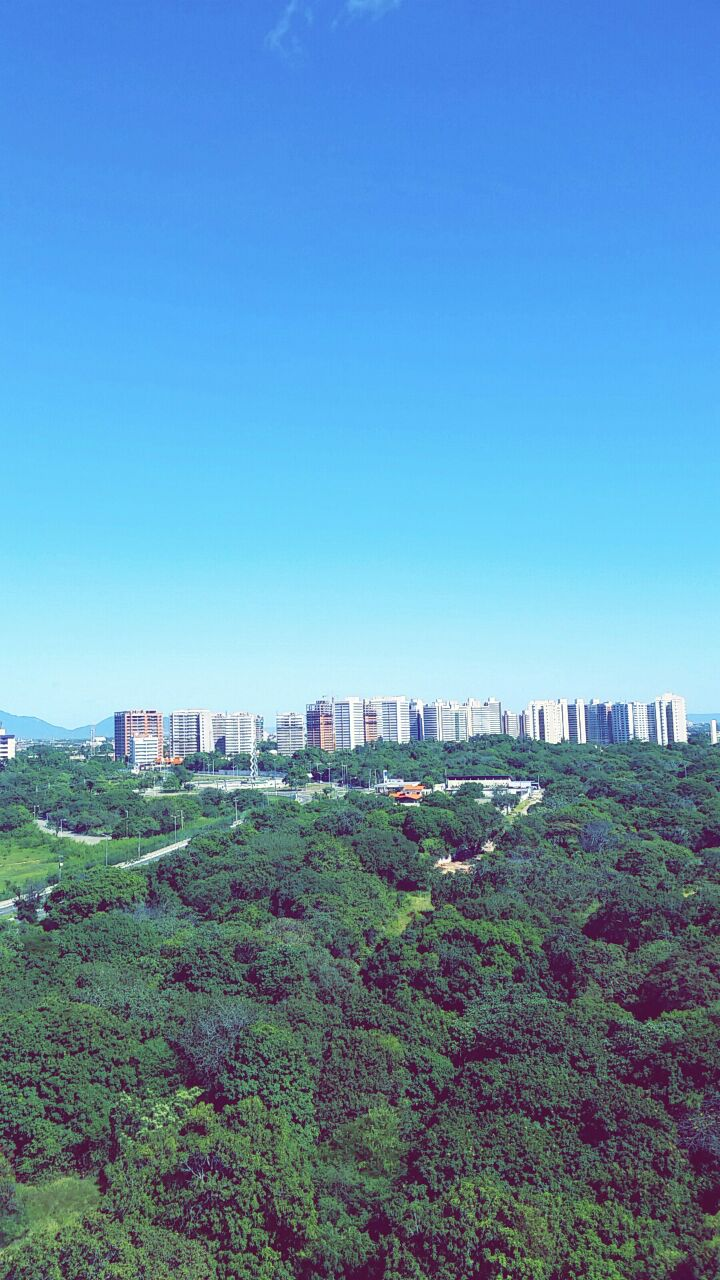